# Великобурлуцьке водосховище
 Вели́кобурлуцьке водосховище  — середнє руслове водосховище на річці Великий Бурлук, розташоване у Куп'янському районі Харківської області.
Великобурлуцьке водосховище було споруджено в 1979 році, його обсяг 14,2 млн куб. метрів, площа 4,1 кв. кілометра. Водосховище, головним чином, слугує для забезпечення зрошувальних систем Куп'янського району. Гребля водосховища розташована у селища Червона Хвиля Куп'янського району за 63 км від гирла річки Великий Бурлук.
Великобурлуцьке водосховище перебуває на балансі Харківського Облводгоспу [Архівовано 6 червня 2020 у Wayback Machine.]
- Призначення — зрошення і риборозведення.
- Вид регулювання — багаторічне.

## Основні параметри водосховища
- нормальний підпірний рівень — 129,0 м;
- форсований підпірний рівень — 130,5 м;
- рівень мертвого об'єму — 123,5 м;
- повний об'єм — 14,2 млн м³;
- корисний об'єм — 13,4 млн м³;
- площа дзеркала — 410 га;
- довжина — 7,0 км;
- середня ширина — 0,59 км;
- максимальні ширина — 0,9 км;
- середня глибина — 3,5 м;
- максимальна глибина — 7,2 м.

## Основні гідрологічні характеристики
- Площа водозбірного басейну — 225 км².
- Річний об'єм стоку 50 % забезпеченості — 15,75 млн м3.
- Паводковий стік 50 % забезпеченості — 11,99 млн м3.
- Максимальні витрати води 1 % забезпеченості — 130 м3/с.

## Склад гідротехнічних споруд
- Глуха земляна гребля довжиною — 770 м, висотою — 11 м, шириною — 10 м. Закладення верхового укосу — 1:3,5, низового укосу — 1:2,5.
- Шахтний водоскид із монолітного залізобетону з двома водоскидними тунелями розмірами 2(2,5х3,8)м.
- Затвор донний плоский 3×2 м.
- В середині кожного тунелю розташовано по одній сталевій трубі діаметром 800 мм.

## Використання водосховища
Водосховище було побудовано для зрошення у радгоспі «Червона Хвиля» Куп'янського району.
На даний час використовується для риборозведення.
Водосховище знаходиться на балансі Харківського облводгоспу.